# Giuseppe Martucci
Giuseppe Martucci (ur. 6 stycznia 1856 w Kapui, zm. 1 czerwca 1909 w Neapolu) – włoski kompozytor, pianista i dyrygent.

## Życiorys
W dzieciństwie uczył się muzyki u swojego ojca, który był trębaczem, pobierał też lekcje gry na fortepianie. W 1867 roku wstąpił do konserwatorium w Neapolu, gdzie jego nauczycielami byli Beniamino Cesi (fortepian) i Paolo Serrao (kompozycja). W 1871 roku przerwał studia i rozpoczął karierę solową jako pianista. Występował w duecie z Alfredo Piattim. W latach 1880–1886 prowadził klasę fortepianu w neapolitańskim konserwatorium. Jako dyrygent debiutował w 1881 roku w Neapolu. Od 1886 do 1902 roku był dyrektorem Liceo Musicale w Bolonii. Był też kapelmistrzem w bolońskiej bazylice San Petronio. W latach 1902–1909 był dyrektorem konserwatorium w Neapolu.
Był podziwiany przez Arturo Toscaniniego, który po śmierci Martucciego poprowadził 2 lipca 1909 roku koncert ku jego pamięci. Jego synem był pianista i wykładowca Paolo Martucci (1881–1980).

## Twórczość
Należał do rzeczników odrodzenia włoskiej muzyki instrumentalnej po okresie dominacji opery. W jego twórczości widoczne są wpływy romantyków niemieckich (Robert Schumann, Johannes Brahms). Nawiązywał też do włoskiej muzyki narodowej (barkarola, serenada, bel canto). Jako dyrygent poprowadził pierwsze włoskie wykonanie Tristana i Izoldy Richarda Wagnera (wyst. Bolonia 1888).

## Ważniejsze kompozycje
(na podstawie materiałów źródłowych)

### Utwory orkiestrowe
- 2 symfonie (I d-moll 1888–1895, II F-dur 1904)
- 2 koncerty fortepianowe (I d-moll 1878, II b-moll 1884–1885)

### Utwory kameralne
- Kwintet fortepianowy (1878)
- 2 tria fortepianowe (I C-dur 1882, II Es-dur 1883)
- Sonata na skrzypce i fortepian (1874)
- Sonata na wiolonczelę i fortepian (1880)
- Tre pezzi na skrzypce i fortepian (1886)
- Tre pezzi na wiolonczelę i fortepian (1888)
- Deux romances na wiolonczelę i fortepian (1890)

### Utwory fortepianowe
- Sonata (1875)
- Tarantella (1878)
- Minuetto (1880)
- Gigue (1882)
- Canzonetta (1883)
- Momento musicale (1883)
- Tema con varazioni (1886)
- 2 notturni (1891)
- Noveletta (1905)

### Utwory wokalno-instrumentalne
- Messa di Gloria na głosy solowe i orkiestrę (1871)
- oratorium Samuel na głosy solowe, chór i orkiestrę (1881, wersja zrewidowana 1905)
- La canzone dei ricordi na głos i fortepian, tekst Rocco Emanuele Pagliara(inne języki) (1886–1887)
- Pagine sparse na głos i fortepian, tekst Corrado Ricci (1889)
- Tre pezzi na głos i fortepian, tekst Giosuè Carducci (1906)